# 湛江駅
湛江駅（たんこうえき）は中華人民共和国広東省湛江市霞山区に位置する中国国鉄南寧鉄路局が管轄する駅である。

## 所属路線
- 中国国鉄
  - 黎湛線：本駅が終点、黎塘駅起点から318km

## 駅構造
- 単式ホーム1面、島式ホーム1面の地上駅である。操車場を有し、港湾への多くの引き込み線を持つ。

## 利用状況
2010年2月現在、各種別を含め毎日20本弱の旅客列車が発着する。終着駅であり、全ての列車が当駅終着または始発である。北京、上海などへ始発列車がある。なお、粤海線は当駅ではなく、湛江西駅を利用する。

## 歴史
- 1956年 - 開業した[5][6]。

## 隣の駅
中国国鉄
黎湛線
湛江北駅 -湛江駅